# Post-editing
Post-editing of postediting is het proces waarbij mensen computervertalingen bewerken om tot een aanvaardbaar eindproduct te komen. Een persoon die post-edits uitvoert, wordt een post-editor genoemd. Het Nederlands heeft geen algemeen aanvaarde vertaling van het begrip post-editor. Het concept van post-editing is gekoppeld aan dat van pre-editing. Bij het vertalen van een tekst via computervertaling kunnen de beste resultaten worden bereikt door de brontekst voorafgaand aan te passen: bijvoorbeeld door de principes van gecontroleerde taal (controlled language) toe te passen, en vervolgens de machine-output te bewerken. Post-editing staat los van het bewerken, dat verwijst naar het proces van het verbeteren van door mensen aangemaakte tekst (een proces dat binnen het domein van vertalen ook wel revisie wordt genoemd). Na post-editing kan een tekst worden gereviseerd om ervoor te zorgen dat de kwaliteit van de gemaakte vertalingen wordt gecontroleerd, zodat eenvoudige fouten gecorrigeerd kunnen worden.